# Anna Hornstein
Anna Hornstein (* 1993 in Witten) – früher bekannt als Anna Florkowski –  ist eine deutsche Schauspielerin.

## Leben
Anna Hornstein wurde 1993 unter dem Namen Anna Florkowski in Witten geboren. Ihren ersten Auftritt in einem Film hatte Anna Hornstein 2012 in dem von Florian Forsch gedrehten Kurzfilm Cruisen. Sie war daraufhin in ein paar Fernsehserien zu sehen und absolvierte Schauspielkurse bei Susanne Weber in Neuss (2013) und Urme Neumann in Berlin (2016).
2018 spielte Hornstein in dem Kinofilm Petting statt Pershing die Hauptrolle. An der Seite von Thorsten Merten, Christina Große und Florian Stetter verkörpert sie in dem Film die Schülerin Ursula Mayer, die sich in der hessischen Provinz der 1980er Jahre in einen alternativen Lehrer verliebt. Für diese Rolle bekam sie positive Kritiken.

## Filmografie
- 2012: Cruisen (Kurzfilm)
- 2013: Schloss Einstein (Fernsehserie)
- 2015: Josephine Klick – Allein unter Cops (Fernsehserie)
- 2015–2017: Der Lehrer (Fernsehserie)
- 2018: Petting statt Pershing (Kinofilm)
- 2021: Generation Beziehungsunfähig (Kinofilm)